# Calamagrostis bihariensis
Calamagrostis bihariensis là một loài thực vật có hoa trong họ Hòa thảo. Loài này được Simonk. mô tả khoa học đầu tiên năm 1886.